# International Boxing Association
Die International Boxing Association (IBA) ist ein Boxverband, der offizielle Kämpfe ausrichtet und die IBA-Weltmeistertitel im Profiboxen verleiht. Er hat seinen Sitz in Ohio, USA und wurde in den 1990er Jahren vom ehemaligen Baseballspieler Dean Chance gegründet. Im Vergleich zu den vier großen Verbänden ist die IBA neben anderen zahlreichen Verbänden klein und unbedeutend.

## Bekannte Titelträger
- Eric Esch
- Óscar de la Hoya
- Alejandro Martín González
- Roy Jones Jr.
- James Toney
- George Foreman
- Mikkel Kessler
- Glen Johnson
- Joel Casamayor
- Erik Morales
- Arturo Gatti
- Diego Corrales
- Shane Mosley
- Antonio Tarver
- José Luis Castillo
- Orlando Canizales
- Fernando Vargas
- Robert Daniels
- Orlando Cruz
- Reggie Johnson
- Beibut Schumenow
- Floyd Mayweather Jr.
- Mairis Briedis